# سارا إستيلا راميريز
سارا إستيلا راميريز (بالإسبانية: Sara Estela Ramírez)‏ هي صحفية وكاتِبة وشاعرة مكسيكية، ولدت في 1881 في كواويلا في المكسيك، وتوفيت في 21 أغسطس 1910 في لاريدو في الولايات المتحدة.